# Paolo Bentivoglio
Paolo Bentivoglio (Modena, 26 giugno 1894 – Roma, 28 dicembre 1965) è stato un politico, antifascista e attivista italiano.

## Biografia
Colpito da cecità dall'infanzia, nel 1920 fu tra i promotori dell'Unione Italiana Ciechi, che avrebbe successivamente presieduto dal 1945 fino alla morte. Nel 1921, da dirigente del Partito Socialista Italiano, partecipò al Congresso di Livorno, e fu il firmatario della mozione votata dopo la scissione della frazione comunista per ricorrere contro l'espulsione del PSI dall'Internazionale Comunista. Successivamente militò nel Partito Socialista Unitario. Durante il fascismo subì varie vessazioni, fino alla distruzione, nel 1926, della sua preziosa biblioteca di libri in braille. Negli anni trenta si trasferì a Bologna e dovette iscriversi al Partito Nazionale Fascista per ottenere la direzione dell'Istituto dei ciechi "Francesco Cavazza", che rese un luogo di ritrovo clandestino dell'antifascismo cittadino.
Fu decorato con la moglie Teresa Anzolla con la Medaglia d'argento al valor civile per aver messo in salvo, nel gennaio 1945, delle donne non vedenti rimaste bloccate in un casolare sulla linea del fronte a sud di Castel Bolognese (RA).